# Qualificazioni al campionato mondiale di calcio 2018 - UEFA - Fase a gironi, gruppo F
Questo è il gruppo F, uno dei 9 gruppi sorteggiati dalla FIFA valevoli per le qualificazioni al campionato mondiale di calcio 2018 per la UEFA. Il gruppo è composto da 6 squadre che sono: Inghilterra (testa di serie e posizione numero 9 del ranking mondiale al momento del sorteggio), Slovacchia (seconda fascia e posizione 15 del ranking), Scozia (terza fascia e posizione 29), Slovenia (quarta fascia e posizione 49), Lituania (quinta fascia e posizione 110) e Malta (sesta fascia e posizione 158). Si svolge in partite di andata e ritorno per un totale di 10 giornate al termine delle quali la squadra prima in classifica si qualificherà direttamente alla fase finale del mondiale mentre la squadra seconda classificata, se risulterà tra le 8 migliori seconde, dovrà disputare un turno di spareggio per ottenere la qualificazione al mondiale 2018.

## Classifica
| Pos. | Squadra     | Pt | G  | V | N | P | GF | GS | DR  |
| ---- | ----------- | -- | -- | - | - | - | -- | -- | --- |
| 1.   | Inghilterra | 26 | 10 | 8 | 2 | 0 | 18 | 3  | +15 |
| 2.   | Slovacchia  | 18 | 10 | 6 | 0 | 4 | 17 | 7  | +10 |
| 3.   | Scozia      | 18 | 10 | 5 | 3 | 2 | 17 | 12 | +5  |
| 4.   | Slovenia    | 15 | 10 | 4 | 3 | 3 | 12 | 7  | +5  |
| 5.   | Lituania    | 6  | 10 | 1 | 3 | 6 | 7  | 20 | -13 |
| 6.   | Malta       | 1  | 10 | 0 | 1 | 9 | 3  | 25 | -22 |

Il regolamento prevede i seguenti criteri (in ordine d'importanza dal primo all'ultimo) per stabilire la classifica del girone:
- Maggior numero di punti ottenuti
- Miglior differenza reti
- Maggior numero di gol segnati

Nel caso in cui due o più squadre siano pari nei criteri sopraddetti, per determinare quale formazione sia avanti si considera:
- Maggior numero di punti ottenuti negli incontri fra le squadre a pari punti
- Miglior differenza reti negli incontri fra le squadre a pari punti
- Maggior numero di gol segnati negli incontri fra le squadre a pari punti
- Maggior numero di gol segnati in trasferta negli incontri fra le squadre a pari punti
- Miglior punteggio nella graduatoria del fair play
- Sorteggio a opera del Comitato Organizzativo della FIFA

## Risultati

### 1ª giornata
| Arbitro: | Milorad Mažić |

|  |           |               |
|  | Marcatori | 90+5’ Lallana |

| Arbitro: | Artur Soares Dias |

|                        |           |                       |
| Černych 32’ Slivka 34’ | Marcatori | 77’ Krhin 90+3’ Cesar |

| Arbitro: | Yevhen Aranovskiy |

|             |           |                                                        |
| Effiong 14’ | Marcatori | 10’, 61’ (rig.), 85’ Snodgrass 53’ Martin 78’ Fletcher |

### 2ª giornata
| Arbitro: | Stefan Johannesson |

|                        |           |  |
| Sturridge 29’ Alli 38’ | Marcatori |  |

| Arbitro: | Tobias Stieler |

|              |           |             |
| McArthur 89’ | Marcatori | 59’ Černych |

| Arbitro: | Nicola Rizzoli |

|                |           |  |
| Kronaveter 74’ | Marcatori |  |

### 3ª giornata
| Lubiana 11 ottobre 2016, ore 20:45 CEST | Slovenia      | 0 – 0 referto | Inghilterra | Stadio Stožice (13 274 spett.)\| Arbitro: \| Deniz Aytekin \| |
| Arbitro:                                | Deniz Aytekin |               |             |                                                               |

| Arbitro: | Jesús Gil Manzano |

|                                  |           |  |
| Černych 76’ Novikovas 85’ (rig.) | Marcatori |  |

| Arbitro: | Martin Strömbergsson |

|                        |           |  |
| Mak 18’, 56’ Nemec 68’ | Marcatori |  |

### 4ª giornata
| Arbitro: | Tasos Sidiropoulos |

|                                           |           |  |
| Nemec 12’ Kucka 15’ Škrtel 36’ Hamšík 86’ | Marcatori |  |

| Arbitro: | Paweł Raczkowski |

|  |           |            |
|  | Marcatori | 47’ Verbič |

| Arbitro: | Cüneyt Çakır |

|                                      |           |  |
| Sturridge 24’ Lallana 50’ Cahill 61’ | Marcatori |  |

### 5ª giornata
| Arbitro: | Ruddy Buquet |

|                     |           |  |
| Defoe 22’ Vardy 66’ | Marcatori |  |

| Arbitro: | Björn Kuipers |

|               |           |  |
| C. Martin 88’ | Marcatori |  |

| Arbitro: | Ali Palabıyık |

|              |           |                               |
| Farrugia 14’ | Marcatori | 2’ Weiss 41’ Greguš 84’ Nemec |

### 6ª giornata
| Arbitro: | Simon Lee Evans |

|                            |           |  |
| Iličič 45+2’ Novaković 84’ | Marcatori |  |

| Arbitro: | Paolo Tagliavento |

|                    |           |                                   |
| Griffiths 87’, 90’ | Marcatori | 72’ Oxlade-Chamberlain 90+3’ Kane |

| Arbitro: | Manuel Gräfe |

|                 |           |                      |
| Novikovas 90+3’ | Marcatori | 32’ Weiss 58’ Hamšík |

### 7ª giornata
| Arbitro: | Carlos Del Cerro |

|  |           |                                          |
|  | Marcatori | 25’ Armstrong 30’ Robertson 72’ McArthur |

| Arbitro: | Artur Soares Dias |

|  |           |                                            |
|  | Marcatori | 53’, 90+2’ Kane 86’ Bertrand 90+1’ Welbeck |

| Arbitro: | Antonio Mateu Lahoz |

|                   |           |  |
| Mevlja 81’ (aut.) | Marcatori |  |

### 8ª giornata
| Arbitro: | Jakob Kehlet |

|                        |           |  |
| Berra 9’ Griffiths 49’ | Marcatori |  |

| Arbitro: | Clément Turpin |

|                       |           |            |
| Dier 37’ Rashford 59’ | Marcatori | 3’ Lobotka |

| Arbitro: | István Kovács |

|                                                    |           |  |
| Iličić 25’ (rig.), 61’ (rig.) Verbič 82’ Birsa 90’ | Marcatori |  |

### 9ª giornata
| Arbitro: | Zaven Hovhannisyan |

|           |           |            |
| Agius 23’ | Marcatori | 53’ Slivka |

| Arbitro: | Milorad Mažić |

|                   |           |  |
| Škrtel 89’ (aut.) | Marcatori |  |

| Arbitro: | Felix Zwayer |

|            |           |  |
| Kane 90+4’ | Marcatori |  |

### 10ª giornata
| Arbitro: | Paolo Mazzoleni |

|                         |           |  |
| Nemec 33’, 62’ Duda 70’ | Marcatori |  |

| Arbitro: | Jonas Eriksson |

|                 |           |                             |
| Bezjak 52’, 72’ | Marcatori | 32’ Griffiths 88’ Snodgrass |

| Arbitro: | Orel Grinfeeld |

|  |           |                 |
|  | Marcatori | 26’ (rig.) Kane |

## Statistiche

### Classifica marcatori
Ultimo aggiornamento: 8 ottobre 2017
5 gol
- Harry Kane (1 rig.)
- Adam Nemec

4 gol
- Leigh Griffiths
- Robert Snodgrass (1 rig.)

3 gol
- Fiodor Černych
- Josip Iličič (2 rig.)

2 gol
- Daniel Sturridge
- Adam Lallana
- Arvydas Novikovas (1 rig.)
- Vykintas Slivka

- Chris Martin
- James McArthur
- Marek Hamšík
- Róbert Mak

- Vladimír Weiss
- Roman Bezjak
- Benjamin Verbič

1 gol
- Dele Alli
- Ryan Bertrand
- Gary Cahill
- Jermain Defoe
- Eric Dier
- Alex Oxlade-Chamberlain
- Marcus Rashford
- Jamie Vardy
- Danny Welbeck

- Andrei Agius
- Alfred Effiong
- Jean Paul Farrugia
- Christophe Berra
- Stuart Armstrong
- Steven Fletcher
- Andrew Robertson
- Ondrej Duda
- Ján Greguš

- Juraj Kucka
- Stanislav Lobotka
- Martin Škrtel
- Valter Birsa
- Boštjan Cesar
- Rene Krhin
- Rok Kronaveter
- Milivoje Novakovič

Autoreti
- Martin Škrtel (1 pro  Scozia)
- Miha Mevlja (1 pro  Slovacchia)